# Formación Santa María

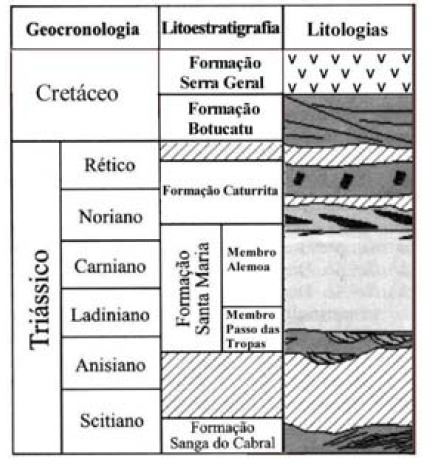
Formación Santa María. Fuente: UFSM.

La Formación Santa María es una formación geológica. El suelo es Lutolita de color rojo. Recibió este nombre de la ciudad de Santa Maria (Rio Grande do Sul), Brasil.
Esta formación geológica se encuentra en geoparque de paleorrota. 
El distinguido Inglés paleontólogo Arthur Smith Woodward determinó la edad de la Formación Santa María de la Era Mesozoica, período Triásico Superior (alrededor de doscientos veinte millones de años).